# Rio Ghireni
O Rio Ghireni é um rio da Romênia, afluente do Prut, localizado no distrito de Botoşani.